# Tripwire Interactive
Tripwire Interactive ist ein US-amerikanisches Entwicklerstudio und Publisher für Computerspiele. Das in Roswell, Georgia ansässige Unternehmen wurde 2005 von den Entwicklern der Unreal-Tournament-2004-Modifikation Red Orchestra: Combined Arms gegründet. Neben der Red-Orchestra-Reihe zeichnet Tripwire Interactive auch verantwortlich für die Killing-Floor-Serie. Seit 2022 gehört das Studio zur Embracer Group.

## Geschichte
Die Modifikation Red Orchestra: Combined Arms des damals noch namenlosen Entwicklerteams gewann den Hauptpreis in dem von nVidia-gesponserten Make-Something-Unreal-Wettbewerb.
2005 gründeten die Entwickler das Studio Tripwire Interactive. Ihr erstes Produkt, das im Einzelhandel verkauft wurde, war Red Orchestra: Ostfront 41–45: Es wurde ab dem 16. März 2006 über Valves Vertriebsplattform Steam und als DVD-Version im Laden vertrieben. Wie die Modifikation Combined Arms nutzt Ostfront 41-45 die Unreal Engine (Version 2.5). Für den Nachfolger Red Orchestra 2: Heroes of Stalingrad wurde die Unreal Engine 3 lizenziert. Der Multiplayer-Shooter erschien am 13. September 2011 über verschiedene Online-Vertriebsplattformen, am 16. September folgte die Einzelhandels Version in Deutschland. Tripwires zweiter Titel Killing Floor wurde am 14. März 2009 veröffentlicht. Wie auch Red Orchestra begann Killing Floor als UT2004-Mod.
Im September 2021 trat der damalige CEO John Gibson wegen umstrittener Äußerungen zu einem texanischen Abtreibungsgesetz von seinem Posten zurück. Die Belegschaft distanzierte sich von seinen Aussagen. Der vorherige Vize-Präsident Alan Wilson übernahm daraufhin die Leitung des Unternehmens. Im August 2022 kündigte die schwedische Embracer Group die Übernahme des Studios über ihren Geschäftsbereich Saber Interactive an.

## Als Entwickler
| Name                                  | Veröffentlichungsjahr | Plattform                          | Publisher                                            | Engine            | USK          | Anmerkung                                                |
| ------------------------------------- | --------------------- | ---------------------------------- | ---------------------------------------------------- | ----------------- | ------------ | -------------------------------------------------------- |
| Red Orchestra: Ostfront 41–45         | 2006                  | PC, Linux, Mac OS X                | Frogster Interactive Bold Games                      | Unreal Engine 2.5 | ab 16 Jahren | Deutsche Fassung zensiert.                               |
| Killing Floor                         | 2009                  | PC, Linux, Mac OS X                | Tripwire Interactive                                 | Unreal Engine 2.5 | ab 18 Jahren | Deutsche Fassung zensiert. Ungekürzte Fassung indiziert. |
| Red Orchestra 2: Heroes of Stalingrad | 2011                  | PC                                 | Tripwire Interactive 1C Company                      | Unreal Engine 3   | ab 18 Jahren | Deutsche Fassung zensiert.                               |
| Rising Storm                          | 2013                  | PC                                 | Tripwire Interactive 1C Company                      | Unreal Engine 3   | ab 18 Jahren | Standalone-Erweiterung für Red Orchestra 2.              |
| Killing Floor 2                       | 2016                  | PC, PS4                            | Tripwire Interactive Deep Silver Iceberg Interactive | Unreal Engine 3   | ab 18 Jahren | Deutsche Version ungeschnitten.                          |
| Rising Storm 2: Vietnam               | 2017                  | PC                                 | Tripwire Interactive                                 | Unreal Engine 3   | ab 18 Jahren | Deutsche Version ungeschnitten.                          |
| Maneater                              | 2020                  | PC, PS4, Xbox One, Nintendo Switch | Tripwire Interactive, Deep Silver                    | Unreal Engine 4   | ab 16 Jahren |                                                          |

## Als Publisher
- 2009: Zeno Clash (entwickelt von ACE Team)
- 2010: The Ball (entwickelt von Teotl Studios)
- 2011: Dwarfs!? (entwickelt von Power of 2)
- 2013: Killing Floor: Calamity
- 2019: Road Redemption (entwickelt von EQ-Games & Pixel Dash Studios)[5]
- 2021: Chivalry 2
- 2023: Deceive Inc.